# Dina bint Abdul Hamid
Dina bint Abdul Hamid (en árabe: دينا بنت عبد الحميد‎) o Dina Abdul Hamid (El Cairo, 15 de diciembre de 1929-Amán, 21 de agosto de 2019), fue  reina consorte de Jordania desde 1955 hasta 1957, como primera esposa del rey Huséin I. Era la madre de la princesa Alia bint Huséin, primogénita de dicho matrimonio. Se graduó en la Universidad de Cambridge y fue profesora de literatura inglesa en la Universidad de El Cairo.

## Biografía

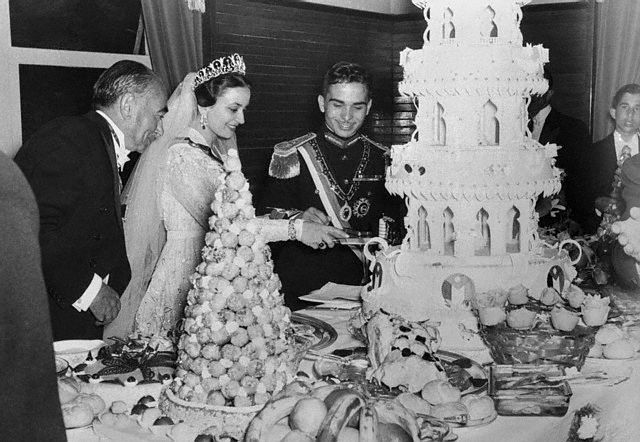
Boda del rey Huséin de Jordania con la reina Dina, el 18 de abril de 1955.

Su padre, el jerife Abdul Hamid bin Muhammad bin Abdulaziz al-Aun, estaba emparentado remotamente con el rey Talal de Jordania, siendo Dina prima tercera del mismo. Su madre, Fahria Brav, pertenecía a la élite circasiana de Egipto. Durante sus estudios en la Universidad de Cambridge, donde cursó el Bachiller universitario en letras, conoció en 1952 a su primo lejano Huséin, de dieciséis años. Tras concluir sus estudios, entró a trabajar en la Universidad de El Cairo como profesora de Literatura inglesa.
Por derecho propio ostentaba el título de Jerifa de La Meca, al ser descendiente agnada de Hasan ibn Ali, el nieto del profeta Muhammad. Su padre y sus tíos reclamaron un waqf que consistía en casi 2000 feddans.
Dina conoció a su primo lejano Huséin en 1952 en Londres en la casa de un pariente de Irak. El rey estaba entonces estudiando en la Harrow School mientras ella estudiaba en Girton College, Cambridge y estaba cursando una licenciatura en artes y la obtuvo con honores. En 1952 Huséin fue nombrado rey de Jordania tras la abdicación por incapacidad de su padre, el rey Talal ibn Abd Allah. En 1954, al alcanzar la mayoría de edad, anunció su compromiso con Dina, siete años mayor que él. El 18 de abril de 1955 se celebró la boda en el Palacio de Raghadan y Dina se convirtió en reina. A pesar del nacimiento de su hija, la princesa Alia bint Huséin, el 13 de febrero de 1956, la pareja fue distanciándose progresivamente hasta que el 24 de junio de 1957 se produjo el divorcio.
En 1970 se volvió a casar con un teniente coronel de la Organización para la Liberación de Palestina, el palestino Asad Sulayman Abd al-Qadir, conocido con el nombre de guerra de Salah Ta'amari (nacido en 1943 en Belén). En 1982 su marido fue hecho prisionero por el ejército israelí. Dina participó personalmente en unas negociaciones internacionales multilaterales, que resultaron históricas, al concluir en noviembre de 1983 con un intercambio de prisioneros singular donde 4760 palestinos fueron canjeados por ocho soldados israelíes.

## Patronazgos
- Presidenta Honoraria de la Asociación de Mujeres Musulmanas del Reino Unido.

## Trabajos publicados
- Duet for Freedom, Quartet Books Ltd, 268 páginas (29 de enero de 1988). ISBN 0704326779

## Títulos y tratamientos
| ● 15 de diciembre de 1929-19 de abril de 1955: | La Honorable Dina bint Abdul Hamid                      |
| ● 19 de abril de 1955-24 de junio de 1957:     | Su majestad la Reina de Jordania                        |
| ● 24 de junio de 1957-7 de octubre de 1970:    | Su alteza real la princesa Dina Abdul Hamid de Jordania |
| ● 7 de octubre de 1970-21 de agosto de 2019:   | La princesa Dina Abdul Hamid de Jordania                |

## Distinciones honoríficas
Nacionales
- Dama Gran Cordón de la Suprema Orden del Renacimiento [clase especial] (19/04/1955).[10]

Extranjeras
- Dama Gran Cruz de la Orden del Mérito Civil (03/06/1955).[10][11][12]

## Ancestros
|  |                                                             |  |  |  |  |  |  |  |  |  |  |  |  |  |  |  |
|  | 16. Muhammad bin Abd Al-Muin, Gran Jerife y Emir de La Meca |  |  |  |  |  |  |  |  |  |  |  |  |  |  |  |
|  |                                                             |  |  |  |  |  |  |  |  |  |  |  |  |  |  |  |
|  |                                                             |  |  |  |  |  |  |  |  |  |  |  |  |  |  |  |
|  | 8. Emir Aun ar-Rafiq Pasha, Gran Jerife y Emir de La Meca   |  |  |  |  |  |  |  |  |  |  |  |  |  |  |  |
|  |                                                             |  |  |  |  |  |  |  |  |  |  |  |  |  |  |  |
|  |                                                             |  |  |  |  |  |  |  |  |  |  |  |  |  |  |  |
|  | 4. Jerife Muhammad Abdulaziz Al-Aun Bey                     |  |  |  |  |  |  |  |  |  |  |  |  |  |  |  |
|  |                                                             |  |  |  |  |  |  |  |  |  |  |  |  |  |  |  |
|  |                                                             |  |  |  |  |  |  |  |  |  |  |  |  |  |  |  |
|  | 18. Jari                                                    |  |  |  |  |  |  |  |  |  |  |  |  |  |  |  |
|  |                                                             |  |  |  |  |  |  |  |  |  |  |  |  |  |  |  |
|  |                                                             |  |  |  |  |  |  |  |  |  |  |  |  |  |  |  |
|  | 9. Fatima Khanum                                            |  |  |  |  |  |  |  |  |  |  |  |  |  |  |  |
|  |                                                             |  |  |  |  |  |  |  |  |  |  |  |  |  |  |  |
|  |                                                             |  |  |  |  |  |  |  |  |  |  |  |  |  |  |  |
|  | 2. Jerife Abdul Hamid bin Muhammad Abdulaziz Al-Aun         |  |  |  |  |  |  |  |  |  |  |  |  |  |  |  |
|  |                                                             |  |  |  |  |  |  |  |  |  |  |  |  |  |  |  |
|  |                                                             |  |  |  |  |  |  |  |  |  |  |  |  |  |  |  |
|  | 10. Sayyid Asad                                             |  |  |  |  |  |  |  |  |  |  |  |  |  |  |  |
|  |                                                             |  |  |  |  |  |  |  |  |  |  |  |  |  |  |  |
|  |                                                             |  |  |  |  |  |  |  |  |  |  |  |  |  |  |  |
|  | 5. Sayyida Fatima bint Asad                                 |  |  |  |  |  |  |  |  |  |  |  |  |  |  |  |
|  |                                                             |  |  |  |  |  |  |  |  |  |  |  |  |  |  |  |
|  |                                                             |  |  |  |  |  |  |  |  |  |  |  |  |  |  |  |
|  | 1. Jerifa Dina bint Abdul Hamid                             |  |  |  |  |  |  |  |  |  |  |  |  |  |  |  |
|  |                                                             |  |  |  |  |  |  |  |  |  |  |  |  |  |  |  |
|  |                                                             |  |  |  |  |  |  |  |  |  |  |  |  |  |  |  |
|  | 3. Fahria Brav                                              |  |  |  |  |  |  |  |  |  |  |  |  |  |  |  |
|  |                                                             |  |  |  |  |  |  |  |  |  |  |  |  |  |  |  |
|  |                                                             |  |  |  |  |  |  |  |  |  |  |  |  |  |  |  |

| Predecesor: Zein Al-Sharaf Talal | Reina consorte de Jordania 19 de abril de 1955 - 24 de junio de 1957 | Sucesor: Toni Avril-Gardiner (como Princesa de Jordania) |